# 712
El 712 fou un any de traspàs començat en divendres segons els còmputs del calendari gregorià. S'inclou dins el segle viii i pertany a l'edat mitjana.

## Esdeveniments
- Les tropes de Tariq ibn Ziyad recorren Catalunya i la Septimània i signen pactes de capitulació amb les principals ciutats. Els musulmans prenen la ciutat de Tarragona.
- Agató de Constantinoble escriu un opuscle en contra de l'Emperador Filípic Bardanes.
- S'escriuen les primeres cròniques històriques (Kojiki) dins del Període Nara japonès.[1]
- Inici del regnat de Hiuen-tsong a la Xina.
- Batalla de Tolosa (712).
- Muhàmmad ibn al-Qàssim conquereix la regió de Sind, a l'actual Pakistan.
- Ansprand esdevé rei dels llombards.
- Els búlgars saquegen Tràcia.[2]

## Naixements
- Lü Yin, membre del govern xinès
- Du Fu, poeta

## Necrològiques
- Aripert II rei llombard

1. ↑  Masumi Shibata, Le Kojiki: chronique des choses anciennes, Maisonneuve & Larose, 1997
2. ↑  Andreas Papadopoul Bretos, La Bulgarie ancienne et moderne, BiblioBazaar, LLC, 2008